# Saison 1985 de la WTA
Vainqueurs des tournois majeurs

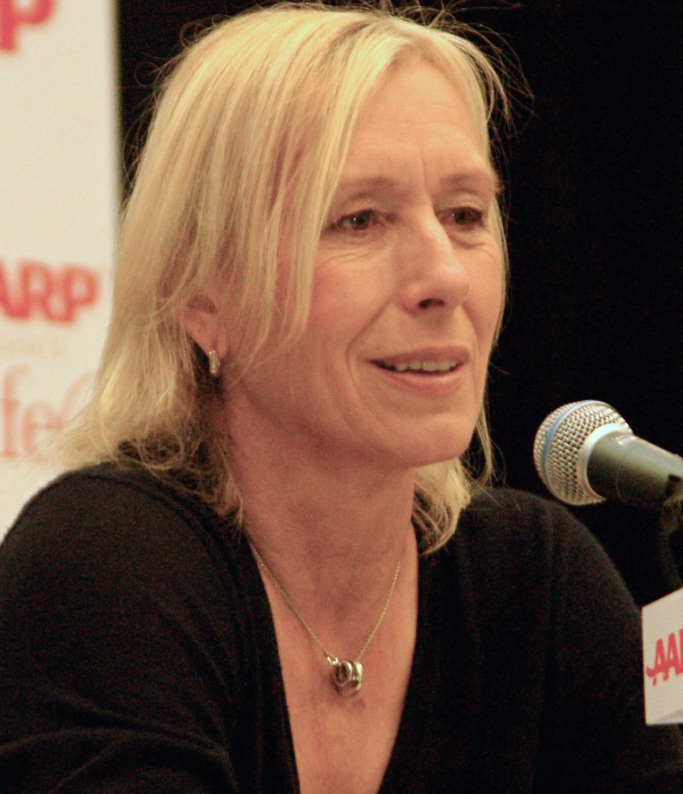
Martina Navratilova, numéro 1 mondiale en 1985, en septembre 2011 en Californie.

Résultats des tournois de tennis organisés par la WTA en 1985.

## Résumé de la saison
La saison 1985 de la Women's Tennis Association (WTA) est à nouveau dominée par Martina Navrátilová. Victorieuse de douze tournois, elle atteint les finales des quatre Grands Chelems de l'année, s'imposant à Wimbledon et à l'Open d'Australie, chaque fois contre Chris Evert en finale. 
Evert, auteur de dix succès en 1985, enlève quant à elle Roland-Garros, tandis qu'Hana Mandlíková triomphe à l'US Open. 
Navrátilová, gagnante des Masters en mars, conclut l'année numéro un mondiale.
Loin derrière, avec quatre trophées chacune, Bonnie Gadusek et Pam Shriver sont les deux joueuses les plus titrées de la saison.
Gabriela Sabatini soulève quant à elle le premier trophée de sa carrière.
En double, la paire Navrátilová-Shriver perd son invincibilité face à Jordan-Smylie à Wimbledon et Kohde-Kilsch-Suková à l'US Open, à chaque fois en finale. Elles conservent leurs trophées à Roland-Garros et à l'Open d'Australie.

## Palmarès

### Simple
| No | Date       | Nom et lieu du tournoi                             | Catégorie | Dotation    | Surface         | Vainqueure           | Finaliste            | Score           |         |
| -- | ---------- | -------------------------------------------------- | --------- | ----------- | --------------- | -------------------- | -------------------- | --------------- | ------- |
| 1  | 31/12/1984 | Ginny Championships, Port Sainte-Lucie             |           | NC          | Dur (int.)      | Catarina Lindqvist   | Terry Holladay       | 6-3, 6-1        | Tableau |
| 2  | 07/01/1985 | Virginia Slims of Washington, Washington           |           | 150 000 $   | Moquette (int.) | Martina Navrátilová  | Manuela Maleeva      | 6-3, 6-2        | Tableau |
| 3  | 14/01/1985 | Virginia Slims of Denver, Denver                   |           | 75 000 $    | Moquette (int.) | Peanut Louie         | Zina Garrison        | 6-4, 4-6, 6-4   | Tableau |
| 4  | 21/01/1985 | Virginia Slims of Florida, Key Biscayne            |           | 150 000 $   | Dur (ext.)      | Chris Evert          | Martina Navrátilová  | 6-2, 6-4        | Tableau |
| 5  | 28/01/1985 | BMW Championships, Marco Island                    |           | 100 000 $   | Dur (ext.)      | Bonnie Gadusek       | Pam Casale           | 6-3, 6-4        | Tableau |
| 6  | 05/02/1985 | Lipton International Championships, Delray Beach   |           | 750 000 $   | Dur (ext.)      | Martina Navrátilová  | Chris Evert          | 6-2, 6-4        | Tableau |
| 7  | 18/02/1985 | Virginia Slims of California, Oakland              |           | 150 000 $   | Moquette (int.) | Hana Mandlíková      | Chris Evert          | 6-2, 6-4        | Tableau |
| 8  | 25/02/1985 | Virginia Slims of Pennsylvania, Hershey            |           | 75 000 $    | Moquette (int.) | Robin White          | Anne Minter          | 6-7, 6-2, 6-2   | Tableau |
| 9  | 04/03/1985 | US Indoors, Princeton                              |           | 150 000 $   | Moquette (int.) | Hana Mandlíková      | Catarina Lindqvist   | 6-3, 7-5        | Tableau |
| 10 | 04/03/1985 | Virginia Slims of Indianapolis, Indianapolis       |           | 75 000 $    | Moquette (int.) | Kathleen Horvath     | Elise Burgin         | 6-2, 6-4        | Tableau |
| 11 | 11/03/1985 | Virginia Slims of Dallas, Dallas                   |           | 150 000 $   | Moquette (int.) | Martina Navrátilová  | Chris Evert          | 6-3, 6-4        | Tableau |
| 12 | 18/03/1985 | Virginia Slims Championships, New York             | Masters   | 500 000 $   | Moquette (int.) | Martina Navrátilová  | Helena Suková        | 6-3, 7-5, 6-4   | Tableau |
| 13 | 18/03/1985 | Brazil, São Paulo                                  |           | 50 000 $    | Terre (ext.)    | Mercedes Paz         | Laura Arraya         | 5-7, 6-1, 6-4   | Tableau |
| 14 | 25/03/1985 | WTA of PGA, Palm Beach Gardens                     |           | 50 000 $    | Terre (ext.)    | Kathleen Horvath     | Petra Delhees        | 3-6, 6-3, 6-3   | Tableau |
| 15 | 01/04/1985 | Ford Cup-4 Woman Special, Palm Beach               |           | 200 000 $   | Terre (ext.)    | Chris Evert          | Hana Mandlíková      | 6-3, 6-3        | Tableau |
| 16 | 01/04/1985 | Seabrook, Seabrook Island                          |           | 75 000 $    | Terre (ext.)    | Katerina Maleeva     | Virginia Ruzici      | 6-3, 6-3        | Tableau |
| 17 | 08/04/1985 | Family Circle Mag. Cup, Hilton Head                |           | 200 000 $   | Terre (ext.)    | Chris Evert          | Gabriela Sabatini    | 6-4, 6-0        | Tableau |
| 18 | 15/04/1985 | Sunkist/WTA Championships, Amelia Island           |           | 250 000 $   | Terre (ext.)    | Zina Garrison        | Chris Evert          | 6-4, 6-3        | Tableau |
| 19 | 22/04/1985 | Chrysler Tournament of Champions, Orlando          |           | 200 000 $   | Terre (ext.)    | Martina Navrátilová  | Katerina Maleeva     | 6-1, 6-0        | Tableau |
| 20 | 22/04/1985 | Virginia Slims of San Diego, San Diego             |           | 75 000 $    | Dur (ext.)      | Annabel Croft        | Wendy Turnbull       | 6-0, 7-6        | Tableau |
| 21 | 29/04/1985 | Virginia Slims of Houston, Sugar Land              |           | 150 000 $   | Terre (ext.)    | Martina Navrátilová  | Elise Burgin         | 6-4, 6-1        | Tableau |
| 22 | 29/04/1985 | Italian Open, Tarente                              |           | 50 000 $    | Terre (ext.)    | Raffaella Reggi      | Vicki Nelson         | 6-4, 6-4        | Tableau |
| 23 | 06/05/1985 | Australian Indoors, Sydney                         |           | 200 000 $   | Dur (int.)      | Pam Shriver          | Dianne Balestrat     | 6-3, 6-3        | Tableau |
| 24 | 06/05/1985 | Barcelona, Barcelone                               |           | 50 000 $    | Terre (ext.)    | Sandra Cecchini      | Raffaella Reggi      | 6-3, 6-4        | Tableau |
| 25 | 13/05/1985 | German Open, Berlin                                |           | 150 000 $   | Terre (ext.)    | Chris Evert          | Steffi Graf          | 6-4, 7-5        | Tableau |
| 26 | 13/05/1985 | Melbourne Indoors, Melbourne                       |           | 75 000 $    | Moquette (int.) | Pam Shriver          | Kathy Jordan         | 6-4, 6-4        | Tableau |
| 27 | 20/05/1985 | Swiss Open, Lugano                                 |           | 100 000 $   | Terre (ext.)    | Bonnie Gadusek       | Manuela Maleeva      | 6-2, 6-2        | Tableau |
| 28 | 27/05/1985 | Roland-Garros, Paris                               | G. Chelem | 800 000 $   | Terre (ext.)    | Chris Evert          | Martina Navrátilová  | 6-3, 6-74, 7-5  | Tableau |
| 29 | 10/06/1985 | Edgbaston Cup, Birmingham                          |           | 125 000 $   | Gazon (ext.)    | Pam Shriver          | Betsy Nagelsen       | 6-1, 6-0        | Tableau |
| 30 | 17/06/1985 | Pilkington Glass Championships, Eastbourne         |           | 175 000 $   | Gazon (ext.)    | Martina Navrátilová  | Helena Suková        | 6-4, 6-3        | Tableau |
| 31 | 24/06/1985 | The Championships, Wimbledon                       | G. Chelem | 900 000 $   | Gazon (ext.)    | Martina Navrátilová  | Chris Evert          | 4-6, 6-3, 6-2   | Tableau |
| 32 | 07/07/1985 | OTB Open, Schenectady                              |           | 10 000 $    | Dur (ext.)      | Linda Gates          | Jennifer Goodling    | 6-1, 6-1        |         |
| 33 | 15/07/1985 | Virginia Slims of Newport, Newport (RI)            |           | 150 000 $   | Gazon (ext.)    | Chris Evert          | Pam Shriver          | 6-4, 6-1        | Tableau |
| 34 | 15/07/1985 | Elektra Cup, Bregenz                               |           | 50 000 $    | Terre (ext.)    | Virginia Ruzici      | Mima Jaušovec        | 6-2, 6-3        | Tableau |
| 35 | 22/07/1985 | US Clay Courts, Indianapolis                       |           | 200 000 $   | Terre (ext.)    | Andrea Temesvári     | Zina Garrison        | 7-6, 6-3        | Tableau |
| 36 | 29/07/1985 | Virginia Slims of Los Angeles, Manhattan Beach     |           | 250 000 $   | Dur (ext.)      | Claudia Kohde-Kilsch | Pam Shriver          | 6-2, 6-4        | Tableau |
| 37 | 05/08/1985 | Canadian Open, Toronto                             |           | 250 000 $   | Dur (ext.)      | Chris Evert          | Claudia Kohde-Kilsch | 6-2, 6-4        | Tableau |
| 38 | 12/08/1985 | United Jersey Bank Classic, Mahwah                 |           | 150 000 $   | Dur (ext.)      | Kathy Rinaldi        | Steffi Graf          | 6-4, 3-6, 6-4   | Tableau |
| 39 | 19/08/1985 | Virginia Slims of Central New York, Monticello     |           | 75 000 $    | Dur (ext.)      | Barbara Potter       | Helen Kelesi         | 4-6, 6-3, 6-2   | Tableau |
| 40 | 26/08/1985 | US Open, Flushing Meadows                          | G. Chelem | 1 250 000 $ | Dur (ext.)      | Hana Mandlíková      | Martina Navrátilová  | 7-63, 1-6, 7-62 | Tableau |
| 41 | 09/09/1985 | Virginia Slims of Utah, Salt Lake City             |           | 75 000 $    | Dur (ext.)      | Stephanie Rehe       | Camille Benjamin     | 6-2, 6-4        | Tableau |
| 42 | 16/09/1985 | Virginia Slims of Chicago, Chicago                 |           | 150 000 $   | Moquette (int.) | Bonnie Gadusek       | Kathy Rinaldi        | 6-1, 6-3        | Tableau |
| 43 | 23/09/1985 | Virginia Slims of New Orleans, La Nouvelle-Orléans |           | 150 000 $   | Moquette (int.) | Chris Evert          | Pam Shriver          | 6-4, 7-5        | Tableau |
| 44 | 30/09/1985 | Maybelline Classic, Fort Lauderdale                |           | 150 000 $   | Dur (ext.)      | Martina Navrátilová  | Steffi Graf          | 6-3, 6-1        | Tableau |
| 45 | 07/10/1985 | Virginia Slims of Indianapolis, Indianapolis       |           | 75 000 $    | Moquette (int.) | Bonnie Gadusek       | Pam Casale           | 6-0, 6-3        | Tableau |
| 46 | 14/10/1985 | Porsche Classic, Filderstadt                       |           | 175 000 $   | Dur (int.)      | Pam Shriver          | Catarina Lindqvist   | 6-1, 7-5        | Tableau |
| 47 | 14/10/1985 | Japan Open, Tokyo                                  |           | 50 000 $    | Dur (ext.)      | Gabriela Sabatini    | Linda Gates          | 6-3, 6-4        | Tableau |
| 48 | 21/10/1985 | Pretty Polly Classic, Brighton                     |           | 175 000 $   | Moquette (int.) | Chris Evert          | Manuela Maleeva      | 7-5, 6-3        | Tableau |
| 49 | 28/10/1985 | European Indoors, Zurich                           |           | 150 000 $   | Dur (int.)      | Zina Garrison        | Hana Mandlíková      | 6-1, 6-3        | Tableau |
| 50 | 04/11/1985 | Florida Federal Open, Tampa                        |           | 150 000 $   | Dur (ext.)      | Stephanie Rehe       | Gabriela Sabatini    | 6-4, 6-7, 7-5   | Tableau |
| 51 | 04/11/1985 | Hewlett-Packard Trophy, Hilversum                  |           | 75 000 $    | Moquette (int.) | Katerina Maleeva     | Carina Karlsson      | 6-3, 6-2        | Tableau |
| 52 | 11/11/1985 | Lion’s Cup, Tokyo                                  |           | 100 000 $   | Moquette (int.) | Chris Evert          | Manuela Maleeva      | 7-5, 6-0        | Tableau |
| 53 | 11/11/1985 | National Panasonic Open, Brisbane                  |           | 150 000 $   | Gazon (ext.)    | Martina Navrátilová  | Pam Shriver          | 6-3, 7-5        | Tableau |
| 54 | 18/11/1985 | Family Circle New South Wales, Sydney              |           | 150 000 $   | Gazon (ext.)    | Martina Navrátilová  | Hana Mandlíková      | 3-6, 6-1, 6-2   | Tableau |
| 55 | 25/11/1985 | Australian Open, Melbourne                         | G. Chelem | 645 000 $   | Gazon (ext.)    | Martina Navrátilová  | Chris Evert          | 6-2, 4-6, 6-2   | Tableau |
| 56 | 09/12/1985 | Pan Pacific Open, Tokyo                            |           | 250 000 $   | Moquette (int.) | Manuela Maleeva      | Bonnie Gadusek       | 7-6, 3-6, 7-5   | Tableau |

### Double
| No | Date       | Nom et lieu du tournoi                            | Catégorie | Dotation    | Surface         | Vainqueures                        | Finalistes                          | Score          |         |
| -- | ---------- | ------------------------------------------------- | --------- | ----------- | --------------- | ---------------------------------- | ----------------------------------- | -------------- | ------- |
| 1  | 31/12/1984 | Ginny Championships Port Sainte-Lucie             |           | NC          | Dur (int.)      | Betsy Nagelsen Paula Smith         | C. Jolissaint Marcella Mesker       | 6-3, 6-4       | Tableau |
| 2  | 07/01/1985 | Virginia Slims of Washington Washington           |           | 150 000 $   | Moquette (int.) | Gigi Fernández Martina Navrátilová | Claudia Kohde-Kilsch Helena Suková  | 6-3, 3-6, 6-3  | Tableau |
| 3  | 14/01/1985 | Virginia Slims of Denver Denver                   |           | 75 000 $    | Moquette (int.) | Mary Lou Piatek Robin White        | Leslie Allen Sharon Walsh           | 1-6, 6-4, 7-5  | Tableau |
| 4  | 21/01/1985 | Virginia Slims of Florida Key Biscayne            |           | 150 000 $   | Dur (ext.)      | Kathy Jordan Elizabeth Smylie      | Svetlana Cherneva Larisa Savchenko  | 6-4, 7-6       | Tableau |
| 5  | 28/01/1985 | BMW Championships Marco Island                    |           | 100 000 $   | Dur (ext.)      | Kathy Jordan Elizabeth Smylie      | Camille Benjamin Bonnie Gadusek     | 6-3, 6-3       | Tableau |
| 6  | 05/02/1985 | Lipton International Championships Delray Beach   |           | 750 000 $   | Dur (ext.)      | Gigi Fernández Martina Navrátilová | Kathy Jordan Hana Mandlíková        | 7-6, 6-2       | Tableau |
| 7  | 18/02/1985 | Virginia Slims of California Oakland              |           | 150 000 $   | Moquette (int.) | Hana Mandlíková Wendy Turnbull     | Rosalyn Fairbank Candy Reynolds     | 4-6, 7-5, 6-1  | Tableau |
| 8  | 25/02/1985 | Virginia Slims of Pennsylvania Hershey            |           | 75 000 $    | Moquette (int.) | Mary Lou Piatek Robin White        | Lea Antonoplis Wendy White          | 6-4, 7-6       | Tableau |
| 9  | 04/03/1985 | US Indoors Princeton                              |           | 150 000 $   | Moquette (int.) | Martina Navrátilová Pam Shriver    | Marcella Mesker Elizabeth Smylie    | 7-5, 6-2       | Tableau |
| 10 | 04/03/1985 | Virginia Slims of Indianapolis Indianapolis       |           | 75 000 $    | Moquette (int.) | Elise Burgin Kathleen Horvath      | Jennifer Mundel Molly Van Nostrand  | 6-4, 6-1       | Tableau |
| 11 | 11/03/1985 | Virginia Slims of Dallas Dallas                   |           | 150 000 $   | Moquette (int.) | Barbara Potter Sharon Walsh        | Marcella Mesker Pascale Paradis     | 5-7, 6-4, 7-6  | Tableau |
| 12 | 18/03/1985 | Virginia Slims Championships New York             | Masters   | 500 000 $   | Moquette (int.) | Martina Navrátilová Pam Shriver    | Claudia Kohde-Kilsch Helena Suková  | 6-7, 6-4, 7-6  | Tableau |
| 13 | 18/03/1985 | Brazil São Paulo                                  |           | 50 000 $    | Terre (ext.)    | Gabriela Sabatini Mercedes Paz     | Neige Dias Csilla Bartos            | 7-5, 6-4       | Tableau |
| 14 | 25/03/1985 | WTA of PGA Palm Beach Gardens                     |           | 50 000 $    | Terre (ext.)    | Joanne Russell Anne Smith          | Laura Arraya Gabriela Sabatini      | 1-6, 6-1, 7-6  | Tableau |
| 15 | 01/04/1985 | Seabrook Seabrook Island                          |           | 75 000 $    | Terre (ext.)    | Svetlana Cherneva Larisa Savchenko | Elise Burgin Lori McNeil            | 6-1, 6-3       | Tableau |
| 16 | 05/04/1985 | Bridgestone Doubles Tokyo                         |           | 175 000 $   | Moquette (int.) | Kathy Jordan Elizabeth Smylie      | Betsy Nagelsen Anne White           | 4-6, 7-5, 6-2  | Tableau |
| 17 | 08/04/1985 | Family Circle Mag. Cup Hilton Head                |           | 200 000 $   | Terre (ext.)    | Rosalyn Fairbank Pam Shriver       | Svetlana Cherneva Larisa Savchenko  | 6-4, 6-1       | Tableau |
| 18 | 15/04/1985 | Sunkist/WTA Championships Amelia Island           |           | 250 000 $   | Terre (ext.)    | Rosalyn Fairbank Hana Mandlíková   | Carling Bassett Chris Evert         | 6-1, 2-6, 6-2  | Tableau |
| 19 | 22/04/1985 | Chrysler Tournament of Champions Orlando          |           | 200 000 $   | Terre (ext.)    | Martina Navrátilová Pam Shriver    | Elise Burgin Kathleen Horvath       | 6-3, 6-1       | Tableau |
| 20 | 22/04/1985 | Virginia Slims of San Diego San Diego             |           | 75 000 $    | Dur (ext.)      | Candy Reynolds Wendy Turnbull      | Rosalyn Fairbank Susan Leo          | 6-4, 6-0       | Tableau |
| 21 | 29/04/1985 | Virginia Slims of Houston Sugar Land              |           | 150 000 $   | Terre (ext.)    | Elise Burgin Martina Navrátilová   | Manuela Maleeva Helena Suková       | 6-1, 3-6, 6-3  | Tableau |
| 22 | 29/04/1985 | Italian Open Tarente                              |           | 50 000 $    | Terre (ext.)    | Sandra Cecchini Raffaella Reggi    | Patrizia Murgo Barbara Romano       | 1-6, 6-4, 6-3  | Tableau |
| 23 | 06/05/1985 | Australian Indoors Sydney                         |           | 200 000 $   | Dur (int.)      | Pam Shriver Elizabeth Smylie       | Barbara Potter Sharon Walsh-Pete    | 7-5, 7-5       | Tableau |
| 24 | 06/05/1985 | Barcelona Barcelone                               |           | 50 000 $    | Terre (ext.)    | Petra Delhees Pat Medrado          | Penny Barg Adriana Villagrán        | 6-1, 6-0       | Tableau |
| 25 | 13/05/1985 | German Open Berlin                                |           | 150 000 $   | Terre (ext.)    | Claudia Kohde-Kilsch Helena Suková | Steffi Graf Catherine Tanvier       | 6-4, 6-1       | Tableau |
| 26 | 13/05/1985 | Melbourne Indoors Melbourne                       |           | 75 000 $    | Moquette (int.) | Pam Shriver Elizabeth Smylie       | Anne Hobbs Kathy Jordan             | 6-2, 5-7, 6-1  | Tableau |
| 27 | 20/05/1985 | Swiss Open Lugano                                 |           | 100 000 $   | Terre (ext.)    | Bonnie Gadusek Helena Suková       | Bettina Bunge Eva Pfaff             | 6-2, 6-4       | Tableau |
| 28 | 27/05/1985 | Roland-Garros Paris                               | G. Chelem | 800 000 $   | Terre (ext.)    | Martina Navrátilová Pam Shriver    | Claudia Kohde-Kilsch Helena Suková  | 4-6, 6-2, 6-2  | Tableau |
| 29 | 10/06/1985 | Edgbaston Cup Birmingham                          |           | 125 000 $   | Gazon (ext.)    | Terry Holladay Sharon Walsh-Pete   | Elise Burgin Alycia Moulton         | 6-4, 5-7, 6-3  | Tableau |
| 30 | 17/06/1985 | Pilkington Glass Championships Eastbourne         |           | 175 000 $   | Gazon (ext.)    | Martina Navrátilová Pam Shriver    | Kathy Jordan Elizabeth Smylie       | 7-5, 6-4       | Tableau |
| 31 | 24/06/1985 | The Championships Wimbledon                       | G. Chelem | 900 000 $   | Gazon (ext.)    | Kathy Jordan Elizabeth Smylie      | Martina Navrátilová Pam Shriver     | 5-7, 6-3, 6-4  | Tableau |
| 32 | 07/07/1985 | OTB Open Schenectady                              |           | 10 000 $    | Dur (ext.)      | Linda Gates Lynn Lewis             | Cecilia Fernandez Helena Manset     | 7-6, 6-4       |         |
| 33 | 15/07/1985 | Virginia Slims of Newport Newport (RI)            |           | 150 000 $   | Gazon (ext.)    | Chris Evert Wendy Turnbull         | Pam Shriver Elizabeth Smylie        | 6-4, 7-6       | Tableau |
| 34 | 15/07/1985 | Elektra Cup Bregenz                               |           | 50 000 $    | Terre (ext.)    | Mima Jaušovec Virginia Ruzici      | Andrea Holíková Kateřina Skronská   | 6-2, 6-3       | Tableau |
| 35 | 22/07/1985 | US Clay Courts Indianapolis                       |           | 200 000 $   | Terre (ext.)    | Katerina Maleeva Manuela Maleeva   | Penny Barg Paula Smith              | 3-6, 6-3, 6-4  | Tableau |
| 36 | 29/07/1985 | Virginia Slims of Los Angeles Manhattan Beach     |           | 250 000 $   | Dur (ext.)      | Claudia Kohde-Kilsch Helena Suková | Hana Mandlíková Wendy Turnbull      | 6-4, 6-2       | Tableau |
| 37 | 05/08/1985 | Canadian Open Toronto                             |           | 250 000 $   | Dur (ext.)      | Gigi Fernández Martina Navrátilová | Marcella Mesker Pascale Paradis     | 6-4, 6-0       | Tableau |
| 38 | 12/08/1985 | United Jersey Bank Classic Mahwah                 |           | 150 000 $   | Dur (ext.)      | Kathy Jordan Elizabeth Smylie      | Claudia Kohde-Kilsch Helena Suková  | 7-6, 6-3       | Tableau |
| 39 | 19/08/1985 | Virginia Slims of Central New York Monticello     |           | 75 000 $    | Dur (ext.)      | Mercedes Paz Gabriela Sabatini     | Andrea Holíková Kateřina Skronská   | 5-7, 6-4, 6-3  | Tableau |
| 40 | 26/08/1985 | US Open Flushing Meadows                          | G. Chelem | 1 250 000 $ | Dur (ext.)      | Claudia Kohde-Kilsch Helena Suková | Martina Navrátilová Pam Shriver     | 6-75, 6-2, 6-3 | Tableau |
| 41 | 09/09/1985 | Virginia Slims of Utah Salt Lake City             |           | 75 000 $    | Dur (ext.)      | Svetlana Cherneva Larisa Savchenko | Rosalyn Fairbank Beverly Mould      | 7-5, 6-2       | Tableau |
| 42 | 16/09/1985 | Virginia Slims of Chicago Chicago                 |           | 150 000 $   | Moquette (int.) | Kathy Jordan Elizabeth Smylie      | Elise Burgin Joanne Russell         | 6-2, 6-2       | Tableau |
| 43 | 23/09/1985 | Virginia Slims of New Orleans La Nouvelle-Orléans |           | 150 000 $   | Moquette (int.) | Chris Evert Wendy Turnbull         | Mary Lou Piatek Anne White          | 6-1, 6-2       | Tableau |
| 44 | 30/09/1985 | Maybelline Classic Fort Lauderdale                |           | 150 000 $   | Dur (ext.)      | Gigi Fernández Robin White         | Rosalyn Fairbank Beverly Mould      | 6-2, 7-5       | Tableau |
| 45 | 07/10/1985 | Virginia Slims of Indianapolis Indianapolis       |           | 75 000 $    | Moquette (int.) | Bonnie Gadusek Mary Lou Piatek     | Penny Barg Sandy Collins            | 6-1, 6-0       | Tableau |
| 46 | 14/10/1985 | Japan Open Tokyo                                  |           | 50 000 $    | Dur (ext.)      | Belinda Cordwell Julie Richardson  | Laura Arraya Beth Herr              | 6-4, 6-4       | Tableau |
| 47 | 14/10/1985 | Porsche Classic Filderstadt                       |           | 175 000 $   | Dur (int.)      | Hana Mandlíková Pam Shriver        | Carina Karlsson Tine Scheuer-Larsen | 6-2, 6-1       | Tableau |
| 48 | 21/10/1985 | Pretty Polly Classic Brighton                     |           | 175 000 $   | Moquette (int.) | Lori McNeil Catherine Suire        | Barbara Potter Helena Suková        | 4-6, 7-6, 6-4  | Tableau |
| 49 | 28/10/1985 | European Indoors Zurich                           |           | 150 000 $   | Dur (int.)      | Hana Mandlíková Andrea Temesvári   | Claudia Kohde-Kilsch Helena Suková  | 6-4, 3-6, 7-6  | Tableau |
| 50 | 04/11/1985 | Hewlett-Packard Trophy Hilversum                  |           | 75 000 $    | Moquette (int.) | Marcella Mesker Catherine Tanvier  | Sandra Cecchini Sabrina Goleš       | 6-2, 6-2       | Tableau |
| 51 | 04/11/1985 | Florida Federal Open Tampa                        |           | 150 000 $   | Dur (ext.)      | Carling Bassett Gabriela Sabatini  | Lisa Bonder Laura Arraya            | 6-0, 6-0       | Tableau |
| 52 | 11/11/1985 | National Panasonic Open Brisbane                  |           | 150 000 $   | Gazon (ext.)    | Martina Navrátilová Pam Shriver    | Claudia Kohde-Kilsch Helena Suková  | 6-4, 6-7, 6-1  | Tableau |
| 53 | 18/11/1985 | Family Circle New South Wales Sydney              |           | 150 000 $   | Gazon (ext.)    | Hana Mandlíková Wendy Turnbull     | Rosalyn Fairbank Candy Reynolds     | 3-6, 7-6, 6-4  | Tableau |
| 54 | 25/11/1985 | Australian Open Melbourne                         | G. Chelem | 645 000 $   | Gazon (ext.)    | Martina Navrátilová Pam Shriver    | Claudia Kohde-Kilsch Helena Suková  | 6-3, 6-4       | Tableau |
| 55 | 09/12/1985 | Pan Pacific Open Tokyo                            |           | 250 000 $   | Moquette (int.) | Claudia Kohde-Kilsch Helena Suková | Marcella Mesker Elizabeth Smylie    | 6-0, 6-4       | Tableau |

### Double mixte
| No | Date       | Nom et lieu du tournoi      | Catégorie | Dotation    | Surface      | Vainqueures                         | Finalistes                       | Score         |         |
| -- | ---------- | --------------------------- | --------- | ----------- | ------------ | ----------------------------------- | -------------------------------- | ------------- | ------- |
| 1  | 27/05/1985 | Roland-Garros Paris         | G. Chelem | 800 000 $   | Terre (ext.) | Martina Navrátilová Heinz Günthardt | Paula Smith Francisco González   | 2-6, 6-3, 6-2 | Tableau |
| 2  | 24/06/1985 | The Championships Wimbledon | G. Chelem | 900 000 $   | Gazon (ext.) | Martina Navrátilová Paul McNamee    | Elizabeth Smylie John Fitzgerald | 7-5, 4-6, 6-2 | Tableau |
| 3  | 26/08/1985 | US Open Flushing Meadows    | G. Chelem | 1 250 000 $ | Dur (ext.)   | Martina Navrátilová Heinz Günthardt | Elizabeth Smylie John Fitzgerald | 6-3, 6-4      | Tableau |

## Classements de fin de saison
| Rang | Joueuse              |
| ---- | -------------------- |
| 1    | Martina Navrátilová  |
| 2    | Chris Evert          |
| 3    | Hana Mandlíková      |
| 4    | Pam Shriver          |
| 5    | Claudia Kohde-Kilsch |
| 6    | Steffi Graf          |
| 7    | Manuela Maleeva      |
| 8    | Zina Garrison        |
| 9    | Helena Suková        |
| 10   | Bonnie Gadusek       |

| Rang | Joueuse              |
| ---- | -------------------- |
| 1    | Pam Shriver          |
| 2    | Martina Navrátilová  |
| 3    | Helena Suková        |
| 4    | Claudia Kohde-Kilsch |
| 5    | Kathy Jordan         |
| 6    | Hana Mandlíková      |
| 7    | Elizabeth Smylie     |
| 8    | Wendy Turnbull       |
| 9    | Barbara Potter       |
| 10   | Gigi Fernández       |

## Coupe de la Fédération
| Date     | Lieu            | Surf.      | Vainqueur                                      | Finaliste                              | Score |         |
| 06/10/85 | Nagoya Green TC | Dur (ext.) | Andrea Holíková Helena Suková Regina Maršíková | Elise Burgin Kathy Jordan Sharon Walsh | 2-1   | Tableau |

## Wightman Cup
Épreuve conjointement organisée par l'United States Tennis Association et la Lawn Tennis Association.
| Date | Lieu       | Vainqueur  | Perdant     | Score |
|      | États-Unis | États-Unis | Royaume-Uni |       |

## Sources
- (en) WTA Tour : site officiel
- (en) [PDF] WTA Tour : palmarès complet 1971-2011